# Parmienowka (rejon rylski)
Parmienowka (ros. Парменовка) – wieś (ros. деревня, trb. dieriewnia) w zachodniej Rosji, w sielsowiecie studienokskim rejonu rylskiego w obwodzie kurskim.

## Geografia
Miejscowość położona jest nad rzeką Obiesta, 2,5 km od centrum administracyjnego sielsowietu studienokskiego (Studienok), 20,5 km od centrum administracyjnego rejonu (Rylsk), 126 km od Kurska.

## Historia
Nazwa osady pochodzi od imienia właściciela ziemskiego ujezdu rylskiego guberni kurskiej, porucznika, uczestnika bitwy pod Borodino, Parmiena Siemionowicza Diemienkowa. Jego majątek znajdował się we wsi Bobrowo i tam został pochowany (grobowiec w cerkwi wraz z płytą nagrobną zachowały się do dziś).
Pierwsza wzmianka dotycząca miejscowości pochodzi z roku 1856 z księgi geodezyjnej jako słobody: Wierchniaja i Niżniaja Parmienowka.
Dane statystyczne z 1860 dla słobody Parmienowka to m.in.: 122 pańszczyźnianych chłopów, 6 posiadłości, 125 dziesięcin na użytek chłopów.
Na liście miejscowości guberni kurskiej z roku 1862 miejscowość nazywana jest chutorem z 11 dworami.

## Demografia
W 2010 r. miejscowość zamieszkiwało 80 osób.